# Torneo de Guadalajara 2022
El Abierto AKRON Zapopan 2022 fue un torneo profesional de tenis femenino jugado en cancha dura al aire libre. Se trató de la tercera edición, y el segundo torneo como un WTA 250, también es parte de la WTA Tour en 2022. Se jugó en Guadalajara, México desde el 21 al 28 de febrero.

## Distribución de puntos
| Modalidad           | Campeona | Finalista | Semifinales | Cuartos de final | 2.ª ronda | 1.ª ronda | Clasificadas | 3.ª ronda de clasificación | 2.ª ronda de clasificación | 1.ª ronda de clasificación |
| Individual femenino | 280      | 180       | 110         | 60               | 30        | 1         | 18           | 14                         | 10                         | 1                          |
| Dobles femenino     | 280      | 180       | 110         | 60               | -         | 1         | -            | -                          | -                          | -                          |

## Cabezas de serie

### Individuales femenino
| Tenista             | Ranking | Preclasificada |
| Emma Raducanu       | 12      | 1              |
| Madison Keys        | 27      | 2              |
| Sara Sorribes       | 32      | 3              |
| María Camila Osorio | 47      | 4              |
| Nuria Párrizas      | 48      | 5              |
| Sloane Stephens     | 56      | 6              |
| Misaki Doi          | 75      | 7              |
| Qinwen Zheng        | 79      | 8              |

- Ranking del 14 de febrero de 2022.[1]

### Dobles femenino
| Tenistas                              | Ranking | Preclasificada |
| Elixane Lechemia Ingrid Neel          | 153     | 1              |
| Hailey Baptiste Caty McNally          | 156     | 2              |
| Kaitlyn Christian Lidziya Marozava    | 189     | 3              |
| Catherine Harrison Sabrina Santamaria | 197     | 4              |

## Campeones

### Individual femenino
Sloane Stephens venció a  Marie Bouzková por 7-5, 1-6, 6-2

### Dobles femenino
Kaitlyn Christian /  Lidziya Marozava vencieron a  Xinyu Wang /  Lin Zhu por 7-5, 6-3